# James Gray
James Nicholas "Jim" Gray (São Francisco, 12 de janeiro de 1944 — desaparecido no Oceano Pacífico, 28 de janeiro de 2007) foi um informático estadunidense.
Foi laureado com o Prêmio Turing de 1998, por suas contribuições à pesquisa de banco de dados, processos de transmissão e liderança técnica na implementação de sistemas.